# Vékonycsőrű bülbül
A vékonycsőrű bülbül (Stelgidillas gracilirostris) a madarak osztályának verébalakúak (Passeriformes) rendjébe és a bülbülfélék (Pycnonotidae) családja tartozó Stelgidillas nem egyetlen faja.

## Rendszerezése
A fajt Hugh Edwin Strickland angol ornitológus írta le 1855-ben, az Andropadus nembe Andropadus gracilirostris néven.  A Stelgidillas nemet Harry Church Oberholser 1899-ben írta le, ennek lett egyetlen faja.

## Alfajai
- Stelgidillas gracilirostris gracilirostris (Strickland, 1844) – délnyugat-Szenegáltól dél-Szudánig, nyugat-Kenyáig és észak-Angoláig;
- Stelgidillas gracilirostris percivali (Neumann, 1903) – közép-Kenya hegyvidéke.

## Előfordulása
Angola, Benin, Bissau-Guinea, Burundi, Kamerun, a Közép-afrikai Köztársaság, a Kongói Demokratikus Köztársaság, Elefántcsontpart, Egyenlítői-Guinea, Gabon, Ghána, Guinea, Kenya, Libéria, Mali, Nigéria, Ruanda, Szenegál, Sierra Leone, Szudán, Tanzánia, Togo és Uganda területén honos.
Természetes élőhelyei a szubtrópusi vagy trópusi síkvidéki és hegyi esőerdők, szavannák, valamint szántóföldek és vidéki kertek. Állandó, nem vonuló faj.

## Megjelenése
Testhossza 18 centiméter, testtömege 24-40 gramm.

## Életmódja
Gyümölcsökkel, bogyókkal, magvakkal és ízeltlábúak táplálkozik.

## Természetvédelmi helyzete
Az elterjedési területe rendkívül nagy, egyedszáma pedig stabil. A Természetvédelmi Világszövetség Vörös listáján nem fenyegetett fajként szerepel.